# フルドリッヒ・ツヴィングリ

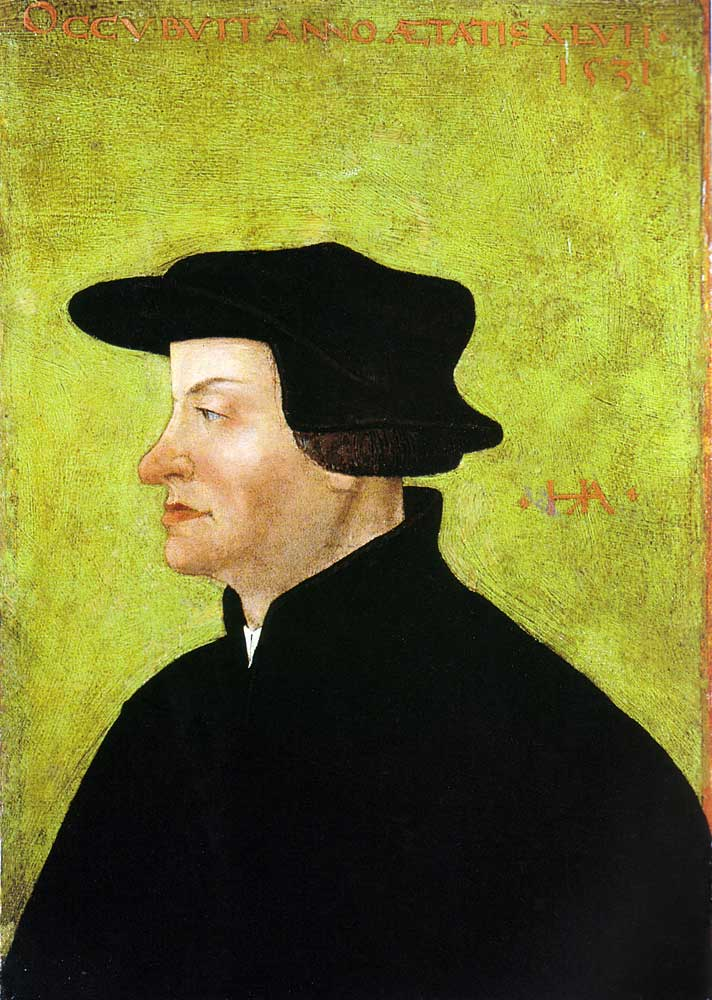
ハンス・アスパーによるフルドリッヒ・ツヴィングリの肖像画（1531年）

フルドリッヒ・ツヴィングリ（独: Huldrych Zwingli、1484年1月1日 - 1531年10月11日）は、スイス最初の宗教改革者である。スイス改革派教会の創始者で、チューリッヒに神聖政治を確立しようとした。「聖書のみ」を信仰の基準としたこと、信仰そのものが大事だと説いたこと、万人祭司説を説いたことはマルティン・ルターと変わらなかったが、それ以外の部分においてルターと意見を異にしていた。彼らはマールブルク会談で多くの論点について合意したが、聖餐論で一致することができなかった。カトリック諸州との内戦の中で戦死した（47歳）。
ルターと並んで宗教改革の初期の立役者の一人だが、ルターと対立したことや、これもルターとは違い志半ばにして戦死したことなどからルターほどの知名度はない人物である。ツヴィングリの残したものは、今日も改革派教会の信仰告白、礼拝、教会などの内に見る事が出来る。他の名として「フルドライヒ」(Huldreych)と表記されたり、ウルリッヒ(Ulrich)と表記されることもある。

## 生涯

### 生い立ち
ザンクト・ガレン州トッゲンブルク地方のヴィルトハウス(Wirthaus)にある村にドイツ系の地元の有力者の子として生まれたツヴィングリは、ウィーン大学とバーゼル大学で宗教学を学んで、人文主義者（ヒューマニスト）としての学識を深めた。1506年、22歳で司祭に叙階されてグラールスの主任司祭となった。やがてフランス軍が徴兵活動を行うと、これに抗議してグラールスを去った。
1518年チューリッヒの市参事会に招かれてチューリッヒ司教座聖堂の説教師の地位につく。自らも人文主義者であり、ギリシア語とヘブライ語を学んでいたツヴィングリは、当時一世を風靡していた人文主義者デジデリウス・エラスムスから大きな影響を受け、聖書の原典研究に傾倒した。また、主日の説教の内容も聖書と教父の著作のみによるものにしようと決意した。

### 宗教改革運動へ
キリスト教の原点回帰を意識し始めたツヴィングリの目には、当時の教会制度にはさまざまな問題点があると思われた。彼の人生の転機となったのはコンスタンツ大司教の許可を得ずに贖宥状販売の説教を行っていたベルナルディノ・サンソンという説教師を批判する説教を1519年に行ったことであった。この説教自体はコンスタンツ大司教の依頼によるものであり、結果的にサンソンはローマ教皇レオ10世によってその職を解かれることになったが、ツヴィングリはこの頃からカトリック教会との距離を意識し始めることになる。ツヴィングリ自身は否定しているが、ルターの活動も影響していたと考えられている。ツヴィングリはキリスト教生活におけるすべての慣行を、聖書を基準にして再検討すべきだと考えた。
ルターと同じようにキリスト教の信仰の基準を「聖書のみ」と考えたツヴィングリは、キリスト教刷新運動に乗り出すが、それは単に宗教改革の枠を超えて社会変革を志向したものであった。このため、ツヴィングリはチューリッヒ市参事会に改革への協力を求め、参事会もこれに答えた。これはツヴィングリが、すでにチューリッヒで大きな影響力を持つ存在になっていたことを示している。彼は聖書に根拠が見つからない全ての教会制度の破棄を、参事会を通して呼びかけさせたのである。
チューリッヒ市はカトリック教会支持派とツヴィングリ支持派に分かれた。数年にわたる争いの末、最終的にツヴィングリの意見が勝利し、教皇制度と教会の聖職位階制度（ヒエラルキー）は否定され、市内の教会の聖画・聖像は破壊、修道院は閉鎖された。同時にツヴィングリは司祭独身制も不要のものと考えて撤廃したが、これは教義的な理由というよりもすでに自分がアンナ・ラインハルトという未亡人と同棲生活をしていたからであったといわれている。ミサだけは一般庶民への影響も考えて、しばらくは旧来の形式が保持されていた。
改革が十分に進んだと見たツヴィングリは1525年4月13日、聖木曜日にミサを廃止し、自らの考案した「主の晩餐」の式を初めて行った。従来のカトリック教会の典礼になじんだ人々にとって、すべてが変えられた典礼はショックであったが、ツヴィングリにとってはその日こそがチューリッヒの宗教改革の完成を見た日となった。

### ルター思想との対立
ルターとツヴィングリの思想の違いは、思想的には恩寵や聖餐の解釈の問題であった。ルターと違い、ツヴィングリは人間の協働の重要性を強調している。つまり神の選びのみがすべてであると考えたルターと異なり、ツヴィングリは恩寵もさることながら、人間の態度も神の選びに影響を及ぼすと考えたのである。もう一つ重要な差異としてツヴィングリは聖体を単なる象徴と考えていたことがあげられる。この点において共在説を唱えたルターとの差が決定的なものとなった。
他にもルターと違い、ツヴィングリは礼拝からあらゆる音楽を廃止した。ツヴィングリから見れば典礼音楽も聖書に根拠を見出せないものあった。プロテスタントであってもほとんどの教派は、典礼や礼拝における音楽を否定しない。これは旧約聖書に礼拝における音楽への言及があるためである。ツヴィングリは、新約聖書には礼拝と音楽のつながりを裏付ける記述がないとしてこれを廃した（ただし礼拝と音楽のつながりを示す記述として殆どの教派から挙げられる箇所は聖書に存在する）。

### スイス盟約団の対立
ツヴィングリはチューリッヒ市で達成された改革を、他のスイス諸都市にも波及させようとしたが、さらに急進的な改革を求めるグループ（後のアナバプテスト）や神学理解で溝が広がっていたルター派と対立することになった。政治的にもこの時期、スイス国内の諸州はカトリック教会支持派とプロテスタント支持派に分かれて対立姿勢を示し始めていた。もともとスイス連邦は中央集権的な連邦制度ではなく、諸州がゆるやかに統合されている政治形態であったため、チューリッヒに始まったプロテスタンティズムの波及はスイス諸州間の対立をもたらすことになった。
当初、対立関係を話し合いによって解消しようという努力が行われた。カトリック側の森林五州とフリブール州の呼びかけでバーデンに当事者たちが集まり、対話を行った。ツヴィングリ自身は出席しなかったが、カトリックとプロテスタント双方の意を尽くした議論でも問題を解決することはできなかった。討論自体はカトリック側の優勢で終わったが、それとは関係なくバーゼルとベルンで改革が進められた（バーゼルに滞在していたエラスムスはカトリックから離れていく改革を受け入れられず、1529年に同地を去った）。
さらに1528年に行われたベルンでの討論会では、プロテスタントの代表が集まって信仰理解について議論を行った。ツヴィングリはルター派との溝を深めたが、スイス盟約団のプロテスタント諸州による同盟「キリスト教ブルフレヒト」の結成という成果を見た。これを危ぶんだカトリック諸州とフリブールは対抗して1529年に「キリスト教連合」を結成した。武力衝突の危険性が高まったが本格的な武力衝突の危機は第一次カッペル和議によってなんとか回避された（第一次カッペル戦争）。
そのころドイツのヘッセン方伯フィリップはカール5世を打倒すべくプロテスタントによる大同盟の結成を構想、ツヴィングリたちも引き入れるため、対立していたツヴィングリとルターを和解させようと考えて会談の場を提供した。1529年10月、ツヴィングリとルターの2人は不承不承ながらマールブルクで対談を行った。しかし聖餐理解において決裂し、会談は物別れに終わった。自らの力を頼むところが多かったツヴィングリは、当時チューリッヒとベルンが主導権をとってスイス全域を支配できると考えていた。しかし、同盟者を必要としないツヴィングリの態度を危惧したベルンはチューリッヒから離れた。それでもツヴィングリは意に介さず、カトリック諸州の経済封鎖を行った。

### ツヴィングリの死
カトリック側にたつ森林五州（ウーリ州、シュヴィーツ州、ウンターヴァルテン州（オプヴァルデン、ニトヴァルデン2準州の前身）、ルツェルン州、ツーク州）とフリブールは経済封鎖に耐えかねて兵力を結集。再び武力衝突の危険性が高まった。ツヴィングリはカトリック側の先手を討とうとチューリッヒの兵力を率いてカッペルに進軍した。しかし、カトリック側の軍勢が不意を突いて、1531年10月11日にカッペルを急襲したため、チューリッヒ軍は打ち破られ、乱戦の中でツヴィングリも戦死した。これを第2次カッペル戦争という。ツヴィングリが戦死した時身に帯びていたという兜と大小2本の剣が、チューリッヒ国立博物館に安置されている。その後、数度の戦闘の後にカッペル協定が結ばれてスイス内戦は終焉した。
ツヴィングリの後を継いでチューリッヒの宗教指導者となったのはハインリヒ・ブリンガーであったが、その影響力はかつてツヴィングリが持っていたほどのものではなかった。チューリッヒ改革派教会はツヴィングリが死んでから16年後の1549年にカルヴァンの呼びかけに応え、合同信条を作成したチューリッヒ協定を結ぶことでカルヴァン派と合流し、スイス改革派教会の基礎を築いた。